# VentureBeat
VentureBeat é um site de tecnologia norte-americano com sede em São Francisco, Califórnia. Publica notícias, análises, entrevistas e vídeos.

## História
A empresa VentureBeat foi fundada em 2006 por Matt Marshall, um ex-correspondente do The Mercury News.
Em março de 2009, a VentureBeat assinou um acordo de parceria com o IDG para produzir a DEMO Conference, uma conferência para iniciantes para anunciar seus lançamentos e levantar fundos de capital de risco e investidores-anjos. Em 2012, a parceria com o IDG foi encerrada.
Em 2014 e 2015, a empresa levantou fundos de investidores externos de empresas de capital de risco do Vale do Silício, incluindo a CrossLink Capital, Walden Venture Capital, Rally Ventures, Formation 8 e Lightbank.